# Stade Djilali-Bounaâma
Le stade Djilali-Bounaâma (en arabe : ملعب الجيلالي بونعامة) est un stade situé au centre ville de Boumerdès en Algérie.
C’est un complexe olympique avec vue sur mer, situé à une distance de moins de 300 mètres de la plage. Il peut contenir jusqu'à 12 500 spectateurs.

## Matchs importants accueillis
| Date            | Match                   | Résultat | Type                             |
| --------------- | ----------------------- | -------- | -------------------------------- |
| 27 avril 2000   | MC Alger - USM Alger    | 0 - 1    | Championnat d'Algérie D1 1999-00 |
|                 | JS Kabylie - USM Alger  | 1 - 0    | Championnat d'Algérie D1 2002-03 |
| 25 octobre 2002 | JS Kabylie - JSM Béjaïa | 0 - 1    | Championnat d'Algérie D1 2002-03 |